# 10 (album Liroya)
10 – pierwsza kompilacja nagrań polskiego rapera Liroya. Wydawnictwo ukazało się 22 września 2000 roku nakładem wytwórni muzycznej BMG Ariola Poland. Na płycie znalazły się najpopularniejsze kompozycje artysty pochodzącego z poprzednich wydawnictw. Na płycie znalazł się także jeden premierowy utwór „L2K”, który był także singlem promującym nagrania.

## Lista utworów
Źródło.
Album
1. „Scoobied oo Ya” – 3:35
2. „Scyzoryk” (Soft Bass Mix) – 3:55
3. „Korrba” – 2:55
4. „Ciemna strona” – 5:40
5. „Bafangoo” – 3:57
6. „...I co dalej?!” – 4:14
7. „Twoya coorka!?” – 3:10
8. „Grabarz cz. 1” – 2:23
9. „Grabarz cz. 2 (Ponowne uderzenie)” – 2:36
10. „Skaczcie do góry...” – 3:41
11. „Escape From NY” – 4:29
12. „Chcesz, opowiem ci bajeczkę” – 3:18
13. „Daleko zaszło...” – 4:21
14. „Moja autobiografia” – 4:03
15. „Ekstradycja” – 3:08
16. „Kiedy jesteś na dnie...” – 3:18
17. „Impreza” – 5:06
18. „L2K” – 3:07

Singel
Źródło.
| L2K |
| --- |
| 1. „L2K” (Radio Reverse Version) – 3:06 2. „L2K” (Radio Cut Version) – 3:06 3. „L2K” (LP Version) – 3:07 4. „L2K” (Mental) – 3:06 |